# Lippia hirta
Lippia hirta là một loài thực vật có hoa trong họ Cỏ roi ngựa. Loài này được (Cham.) Meisn. ex Walp. mô tả khoa học đầu tiên năm 1845.